# Système tributaire de la Chine
Le système tributaire de la Chine est le mode de fonctionnement des relations diplomatiques et commerciales de la Chine impériale avec les autres nations durant pratiquement deux millénaires jusqu'à la fin du 19e siècle. 

## Définition
Ce système reposait sur une vision sinocentrique du monde selon laquelle la Chine était l'élément central et indispensable de l'ordre mondial.  En tant que "fils du ciel", l'empereur chinois était le médiateur universel entre les puissances célestes et l'ensemble de l'humanité. Aussi les pratiques de l'élite chinoise constituaient la référence en matière de civilisation et les autres nations étaient sous certains aspects des barbares. Ce qualificatif ne comportait pas de connotation raciale mais qualifiait une différence culturelle qui pouvait et devait s'estomper avec le temps grâce à l'exposition de ces nations à l'influence chinoise. Selon ce critère certaines nations, parce qu'elles avaient déjà adopté une grande partie des pratiques culturelles chinoises, étaient plus civilisées. C'était le cas de la Corée, du Vietnam et, à certains moments de l'histoire, du Japon. Ces nations étaient autorisées à disposer d'un gouvernement autonome mais leurs chefs/rois devaient reconnaitre la suzeraineté de l'empereur chinois et, dans une certaine mesure, leur nomination devait être avalisé par celui-ci.

## Echanges diplomatiques
Des contacts diplomatiques avaient lieu périodiquement entre la Chine et les nations périphériques sur un pied d'inégalité.  Pour ces échanges seule la langue chinoise était autorisée et l'ambassadeur du pays devait faire preuve d'une déférence extrême (kowtow) vis à vis de l'empereur de Chine. Il n'existait aucune ambassade permanente dans les deux pays mais la nation périphérique devait envoyer périodiquement une délégation chargée d'un tribut annuel constitué de productions de celui-ci dans des quantités et en suivant un itinéraire et un calendrier spécifié par la puissance impériale chinoise. La délégation recevait en retour des produits chinois.

## Commerce international
Les délégations porteuses des tributs à l'empereur étaient autorisées à emporter également une quantité modeste de produits destinés à être vendus à des marchands chinois dans un port de commerce désigné pour les échanges avec ce pays.     